# Kościół św. Michała Archanioła w Goleszowie
Kościół św. Michała Archanioła w Goleszowie – świątynia wyznania rzymskokatolickiego we wsi Goleszów na Śląsku Cieszyńskim. Jest kościołem parafialnym parafii pod tym samym wezwaniem. Mieści się przy ul. Wolności 8.

## Historia
Prawdopodobnie już w 1293 dwóch osadników: Jakub Smok i Maciej Pinodi wybudowało w Goleszowie gotycki, murowany kościół z drewnianą wieżą. W 1447 r. był wzmiankowany już jako kościół parafialny. W drugiej połowie tego stulecia kościół został gruntownie przebudowany lub zbudowany od nowa. W XVIII wieku zbudowano obecną, zabytkową plebanię.
Obecny kościół parafialny wybudowano w latach 1913-1921 według planów budowniczego Maksa Wrany z Cieszyna, a konsekrowano go w roku 1935. Stary kościół, znajdujący się kiedyś poniżej obecnego, został rozebrany w 1921 roku (niektóre jego fragmenty architektoniczne znajdują się w cieszyńskim Muzeum Śląska Cieszyńskiego).

## Architektura i wyposażenie
Kościół jest budowlą w stylu neobarokowym. Posiada okna z witrażami. W jego wnętrzu znajduje się wiele reliktów z wyposażenia poprzedniej świątyni, m.in. obraz Matki Bożej Różańcowej, obraz św. Jana Nepomucena z 1877 roku oraz kilka rzeźb barokowych. Pod chórem stoi kamienna chrzcielnica (prawdopodobnie z XIII wieku, z pierwszego kościoła). W ołtarzu znajduje się obraz przedstawiający św. Michała Archanioła.